# Dźwiniacz (przystanek kolejowy)
Dźwiniacz (ukr. Дзвиняч, ros. Дзвиняч) – przystanek kolejowy w pobliżu miejscowości Dźwiniacz, w rejonie zaleszczyckim, w obwodzie tarnopolskim, na Ukrainie. Leży na linii Biała Czortkowska – Zaleszczyki – Stefaneszty.
Przed II wojną światową istniała w tym miejscu stacja kolejowa Dzwiniacz-Żeżawa.